# Municipio de Fairview (condado de Lyon)
El municipio de Fairview (en inglés: Fairview Township) es un municipio ubicado en el condado de Lyon en el estado estadounidense de Minnesota. En el año 2010 tenía una población de 394 habitantes y una densidad poblacional de 4,63 personas por km².

## Geografía
El municipio de Fairview se encuentra ubicado en las coordenadas 44°30′11″N 95°46′31″O / 44.50306, -95.77528. Según la Oficina del Censo de los Estados Unidos, el municipio tiene una superficie total de 85.01 km², de la cual 85,01 km² corresponden a tierra firme y (0 %) 0 km² es agua.

## Demografía
Según el censo de 2010, había 394 personas residiendo en el municipio de Fairview. La densidad de población era de 4,63 hab./km². De los 394 habitantes, el municipio de Fairview estaba compuesto por el 98,48 % blancos, el 0,25 % eran afroamericanos, el 0,51 % eran de otras razas y el 0,76 % eran de una mezcla de razas. Del total de la población el 0,76 % eran hispanos o latinos de cualquier raza.